# Douglas McIlroy
Malcolm Douglas McIlroy (1932) é um matemático,  engenheiro e informático estadunidense.
Contribuiu para:
- Encadeamentos no sistema operativo Unix
- Várias ferramentas do unix, entre as quais:
  - spell
  - diff
  - sort
  - join
  - graph
  - speak
  - tr